# Хауи, Дэвид
Дэ́вид Ха́уи (англ. David Howie; род. 1927) — шотландский кёрлингист.
В составе мужской сборной Шотландии участник четырёх чемпионатов мира (чемпионы в 1967, серебряные призёры в 1966, 1968). Четырёхкратный чемпион Шотландии среди мужчин.
Играл на позиции первого.

## Достижения
- Чемпионат мира по кёрлингу среди мужчин: золото (1967), серебро (1966, 1968).
- Чемпионат Шотландии по кёрлингу среди мужчин: золото (1965, 1966, 1967, 1968).

## Команды
| Сезон   | Четвёртый       | Третий       | Второй     | Первый        | Турниры                      |
| ------- | --------------- | ------------ | ---------- | ------------- | ---------------------------- |
| 1964—65 | Чак Хэй         | Джон Брайден | Алан Глен  | Дэвид Хауи    | ЧШМ 1965 · ЧМ 1965 (4 место) |
| 1965—66 | Чак Хэй         | Джон Брайден | Алан Глен  | Дэвид Хауи    | ЧШМ 1966 · ЧМ 1966           |
| 1966—67 | Чак Хэй         | Джон Брайден | Алан Глен  | Дэвид Хауи    | ЧШМ 1967 · ЧМ 1967           |
| 1967—68 | Чак Хэй         | Джон Брайден | Алан Глен  | Дэвид Хауи    | ЧШМ 1968 · ЧМ 1968           |
| 1987—88 | Грант Макферсон | R. Gray      | Дэвид Хауи | Роберт Уилсон | [ 3 ]                        |

(скипы выделены полужирным шрифтом)